# テツイン
テツイン(Tetuin)は、フラボンの1つで、バイカレインの6-O-グルコシドである。マラーティー語でtetuとして知られるソリザヤノキから単離された。